# The Burlesque Suicide, No. 2
The Burlesque Suicide, No. 2 je americký němý film z roku 1902. Režisérem je Edwin S. Porter (1870–1941). Film trvá zhruba jednu minutu a premiéru měl 7. dubna 1902. Film je volným dílem.

## Děj
Film zachycuje skleslého muže, jak sedí u stolu a přemýšlí nad životem. Muž zvedne sklenici, ale než se napije, položí ji zpět na místo. Ke spánku si přiloží pistoli, ale po chvíli ji odloží. Na závěr se napije a s prstem směřujícím k fotoaparátu se vysměje divákovi, že ve skutečnosti neplánoval spáchat sebevraždu.